# William T. Vollmann
William Tanner Vollmann (Los Ángeles, 28 de julio de 1959) es un novelista, periodista, corresponsal de guerra, cuentista y ensayista estadounidense. En 2005 ganó el National Book Award de ficción con la novela Europa Central. 

## Biografía
Hijo de un profesor de la Universidad de Indiana, aunque nacido en Los Ángeles, creció en Indiana y New Hampshire. También ha vivido en New Hampshire, Nueva york y el área de la Bahía de San Francisco.  Cuando tenía nueve años, su hermana de seis se ahogó en un estanque mientras estaba bajo su supervisión, y él se sintió responsable de su muerte. Según relata, esta pérdida ha influido mucho en su trabajo. Estudió en el Deep Springs College y completó un B.A., summa cum laude, en Literatura Comparada en la Universidad de Cornell. Después de graduarse fue a la Universidad de California, Berkeley, con una beca para un programa de doctorado en Literatura comparada pero abandonó sus estudios al cabo de un año.
Escritor inclasificable considerado por David Foster Wallace una de las voces más singulares de su generación, entre su extensa bibliografía, destacan las novelas  Butterfly Stories (Muchnik, 1995), The Royal Family (Penguin Books, 2001) y Europa Central (Mondadori, 2007); las cinco entregas publicadas de la serie Seven Dreams (Penguin Books) sobre el enfrentamiento entre los indios nativos americanos y los colonizadores europeos; las colecciones de relatos Trece relatos y trece epitafios (El Aleph, 1996) e Historias del Arcoíris (Pálido Fuego, 2013); una crítica a la violencia en siete volúmenes, Rising Up and Rising Down (McSweeney’s Books, 2003) y el ensayo Los pobres (Debate, 2011).
En 2005 ganó el National Book Award, el galardón literario más importante de Estados Unidos. También se le han concedido el PEN Center USA West Award for Fiction, el Shiva Naipaul Memorial Prize y el Whiting Writers’ Award. Su obra periodística y de ficción ha sido publicada en The New Yorker, Esquire, Spin y Granta.

## Carrera
En sus comienzos realizó diversos trabajos ocasionales, incluyendo un puesto como secretario en una compañía de seguros, y ahorró suficiente dinero para ir a Afganistán en 1982. Durante este viaje, buscó reunir información e imágenes que pudieran determinar a los candidatos más merecedores de ayuda estadounidense. Finalmente se impuso a un grupo de muyahidines que se dirigían a las líneas del frente. Vio las batallas de los soldados afganos, que estaban en guerra con la Unión Soviética en ese momento, antes de que él cayera con disentería y tuviera que ser arrastrado a través de las montañas Hindu Kush.  Sus experiencias en este viaje inspiraron su primer libro de no ficción, An Afghanistan Picture Show, o Cómo salvé al mundo, que no se publicó hasta 1992.
A su regreso a los Estados Unidos, comenzó a trabajar como programador de computadoras, a pesar de que prácticamente no tenía experiencia con ellas. Según un perfil de la revista New York Times de la novelista Madison Smartt Bell, durante un año Vollmann escribió gran parte de su primera novela, You Bright and Risen Angels, después de horas en computadoras de oficina, subsistiendo con barras de dulces de las máquinas expendedoras y escondiéndose de la limpieza. personal. 
Sus influencias literarias incluyen a Thomas Pynchon, Ernest Hemingway, el Conde de Lautréamont, Louis-Ferdinand Celine, Yukio Mishima, Yasunari Kawabata y Leon Tolstoi
Además de novelas, ha escrito artículos periodísticos y ha publicado historias en Harper's, Playboy, Conjunctions, Spin Magazine, Esquire, The New Yorker, Gear y Granta. También ha contribuido a The New York Times Book Review.  A menudo mientras viaja y hace reportajes, investiga para sus proyectos más grandes de ficción o no ficción.
En noviembre de 2003 (después de muchos retrasos), se publicó su libro Rising Up and Rising Down. Es un tratado sobre violencia de tres mil páginas, muy ilustrado y de siete volúmenes. Fue nominado para el National Book Critics Circle Award. Ecco Press publicó una versión condensada de un solo volumen a finales del año siguiente. Vollmann justificó la versión resumida diciendo: "Lo hice por el dinero". Rising Up and Rising Down representa más de 20 años de trabajo en los que trata de establecer un cálculo moral para considerar las causas, los efectos y la ética de violencia. Vollmann lo basó en sus informes escritos en países en guerra, como Camboya, Somalia e Irak.
Las otras obras de Vollmann a menudo se abocan a la historia del asentamiento de América del Norte (como en Seven Dreams: A Book of North American Landscapes, un ciclo de siete novelas); o historias de personas (a menudo prostitutas) al margen de la guerra, la pobreza y la esperanza. Su novela Europa Central (2005) sigue las trayectorias de una amplia gama de personajes (incluido el compositor ruso Dmitri Shostakovich) atrapados en los combates entre Alemania y la Unión Soviética. En 2005 ganó el Premio Nacional del Libro de Ficción. 
En 2008 recibió una beca de cinco años del Strauss Living Award, que concede 50.000 dólares anuales libres de impuestos. En 2009, Vollmann publicó Imperial, un relato de no ficción sobre la vida en Imperial County, California, en la frontera con México.
En 2010 publicó un estudio crítico del teatro Noh japonés titulado Kissing the Mask: Beauty, Understatement, and Femininity in Japanese Noh Theater.
En 2008, como parte de una exploración de la prostitución y la transexualidad, comenzó a travestirse y desarrolló un alter ego femenino llamado Dolores, que está documentado en El libro de Dolores. "Dolores es una mujer relativamente joven atrapada en este cuerpo masculino gordo y envejecido. Le he comprado un montón de ropa, pero no me lo agradece. Le gustaría deshacerse de mí si pudiera", dijo Vollmann.
Ya en 2007, escribía relatos de fantasmas y sobrenaturales ("La mala hierba de la viuda" se publicó en AGNI nº 66 en 2007), que acabaron siendo publicados por Viking con el título Last Stories and Other Stories. En entrevistas, ha mencionado un libro sobre el aborto titulado The Shame of Our Youth (La vergüenza de nuestra juventud), así como un estudio sobre casos de violación en los tribunales.
Los documentos de Vollmann fueron adquiridos por la Biblioteca de Libros Raros y Manuscritos de la Universidad Estatal de Ohio.
En su vida personal, Vollmann -que rehúye no solo la fama de autor, sino también los teléfonos móviles, las tarjetas de crédito y otros símbolos de la era moderna- ha sido caracterizado en ocasiones como un misántropo, incluso un ludita. En un ensayo de Harper's de 2013, "La vida como terrorista", Vollmann reveló cómo la percepción de "temas antiprogreso y antiindustrialistas" en sus primeros escritos había cambiado su vida. Utilizando archivos oficiales obtenidos a través de la Ley de Libertad de Información, el ensayo detalla la investigación de Vollmann por el FBI como sospechoso en el caso Unabomber a mediados de los noventa. Aunque fue absuelto, Vollmann describe toda una vida de continuas repercusiones negativas derivadas de su expediente clasificado permanente.

## Premios
- (1988) Whiting Award
- (2005) National Book Award de ficción por Europa Central

### Novelas y relatos
- You Bright and Risen Angels (1987)
- The Rainbow Stories (1989) (collection)
- 13 stories and 13 epitaphs (1991) (collection)
- The Atlas (1996) (collection)
- Europe Central (2005)
- Last Stories and Other Stories (2014) (collection)
- The Lucky Star (2020)

### Serie de losSiete sueños(Seven Dreams: A Book of North American Landscapes)
- The Ice-Shirt (1990) (Volume One)
- Fathers and Crows (1992) (Volume Two)
- Argall: The True Story of Pocahontas and Captain John Smith (2001) (Volume Three)
- The Dying Grass (2015) (Volume Five)
- The Rifles (1994) (Volume Six)

### La "Trilogía de la prostitución"
- Whores for Gloria (1991)
- Butterfly Stories: A Novel (1993)
- The Royal Family (2000)

### No-ficción
- An Afghanistan Picture Show: Or, How I Saved the World (1992)
- Rising Up and Rising Down: Some Thoughts on Violence, Freedom and Urgent Means (2003)
- Uncentering the Earth: Copernicus and the Revolutions of the Heavenly Spheres (2006) (Part of the "Great Discoveries" series)
- Poor People (2007)
- Riding Toward Everywhere (2008)
- Imperial (2009)
- Kissing the Mask: Beauty, Understatement and Femininity in Japanese Noh Theater (2010)
- Into the Forbidden Zone: A Trip Through Hell and High Water in Post-Earthquake Japan (2011) (eBook)
- The Book of Dolores (2013)
- No Immediate Danger: Volume One of Carbon Ideologies (2018)
- No Good Alternative: Volume Two of Carbon Ideologies (2018)
- "Just Keep Going North: At the Border" (essay, Harper's, July 2019)
- "Four Men" (essay, Harper's, November 2023)

### Rarezas y trabajos sin publicar
- The Song of Heaven: Grammar and Rhetoric in Literature and Political Action (1981)
- Welcome to the Memoirs (autobiography, later reworked as An Afghanistan Picture Show) (1983)
- The Convict Bird: A Children’s Poem (1988) (bound with steel plates)
- The Happy Girls (1990) (hand-painted and bound with metal plates, later included in 13 Stories and 13 Epitaphs)
- Wordcraft: Hints and Notes (circa 1990) (writer's handbook)
- The Grave of Lost Stories (1993) (bound in steel and marble box, originally included in 13 Stories and 13 Epitaphs)
- Burning Songs (circa 2000) (poems)
- The Book of Candles (1995–2008) (ten poems, in wooden box)
- Shadows of Love, Shadows of Loneliness (2023) (two vols with slipcase, visual art retrospective)
- How You Are (forthcoming)
- A Table for Fortune (forthcoming)